# Casablanca-Settat
La région Casablanca-Settat (amazighe: ⵜⴰⵎⵏⴰⴹⵜ ⵜⴰⴷⴷⴰⵔⵜ ⵜⵓⵎⵍⵉⵍⵜ–ⵙⵟⴰⵜ; arabe: الدار البيضاء - سطات) est une des douze régions du Maroc à l'issue du découpage territorial de 2015.
Elle englobe Casablanca, Mohammedia, Bouskoura, Berrechid, Benslimane, Nouaceur, Settat, Sidi Bennour et El Jadida.
Depuis octobre 2021, son président est Abdellatif Maâzouz. 

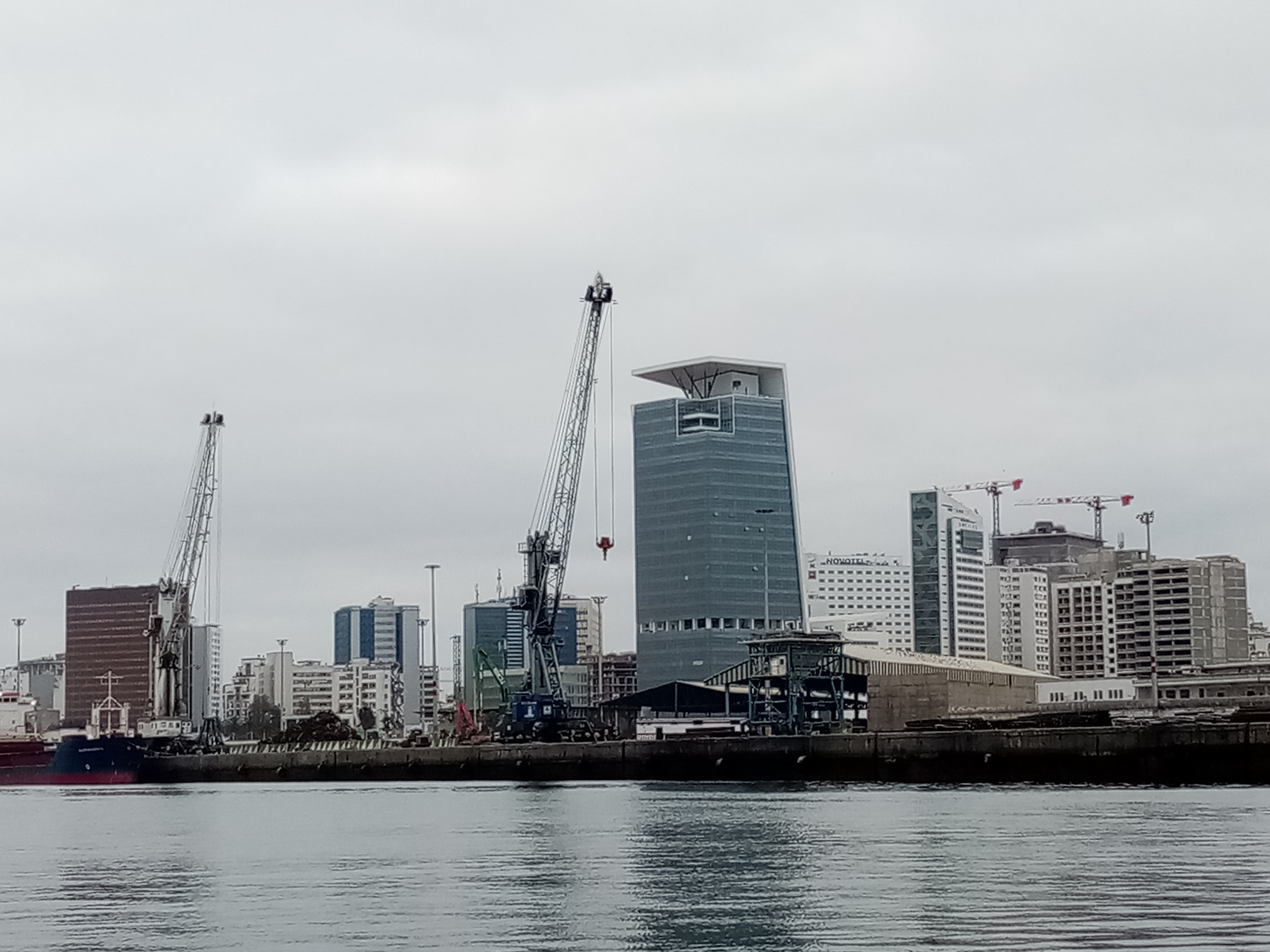
Le port de Casablanca.

## Présentation
La région de Casablanca-Settat, au centre ouest du pays, est la région la plus peuplée du Maroc. En 2024, selon la dernière étude du HCP, elle compte 7,68 millions d'habitants.
Elle a remplacé la région du Grand Casablanca en lui adjoignant les provinces d'El Jadida et de Sidi Bennour de l'ancienne région de Doukkala-Abda ainsi que les provinces de Settat, Benslimane et Berrechid de l'ancienne région de Chaouia-Ouardigha. Sa capitale est Casablanca.

### Subdivisions
La région de Casablanca-Settat se compose de deux préfectures et sept provinces : 
| Préfectures                                           | Provinces |
| ----------------------------------------------------- | --- |
| - Préfecture de Casablanca - Préfecture de Mohammédia | - Province d'El Jadida - Province de Nouaceur - Province de Médiouna - Province de Benslimane - Province de Berrechid - Province de Settat - Province de Sidi Bennour |

La préfecture de Casablanca se divise en huit préfectures d'arrondissements.

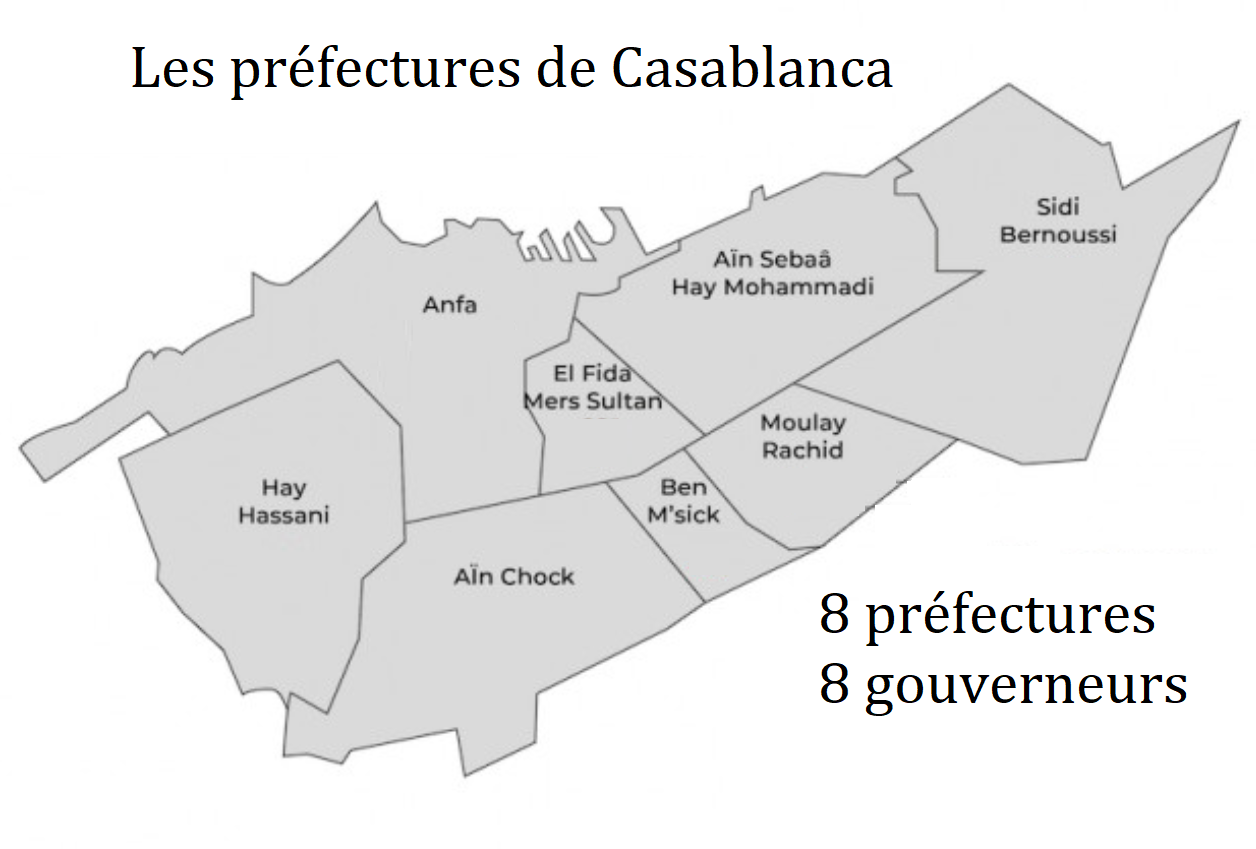

## Politique et administration

### Fonctionnement
La région est composée de : 
1. Un conseil régional élu.
2. Une administration, dirigée par le Président de région.

Le fonctionnement de la région de Casablanca-Settat est encadré par la loi n°111-14 relative aux régions.

### Conseil régional
Le conseil régional de Casablanca-Settat est composé de 75 citoyens, élus pour une durée de 6 ans.

### Présidence
Le président de la région Casablanca-Settat depuis septembre 2021 est Abdellatif Maâzouz.

## Économie
La région de Casablanca-Settat jouit d'infrastructures portuaires, aéroportuaires, ferroviaires et routières qui facilitent la circulation des marchandises et des gens. Le Port de Casablanca cumule pas moins de 40 % des échanges extérieurs avec quelque 20 Mt/an. Celui de Mohammédia 15 %.
L'aéroport Mohammed V concentre 40 % des mouvements d'avions avec 43 000 t/an et 51 % des mouvements de passagers. Le réseau routier représente un tiers du parc national avec 633 km, le réseau ferroviaire comporte 80 km en double voie électrifiée.
Le train urbain « Albidaoui » transporte quelque huit millions de passagers par an.
Le secteur des services représente 57 % des activités, arrivent en bonne place, l'industrie 41 % et, loin derrière, l'agriculture, la pêche et l'élevage avec 2 %.